# Arendt de Roy

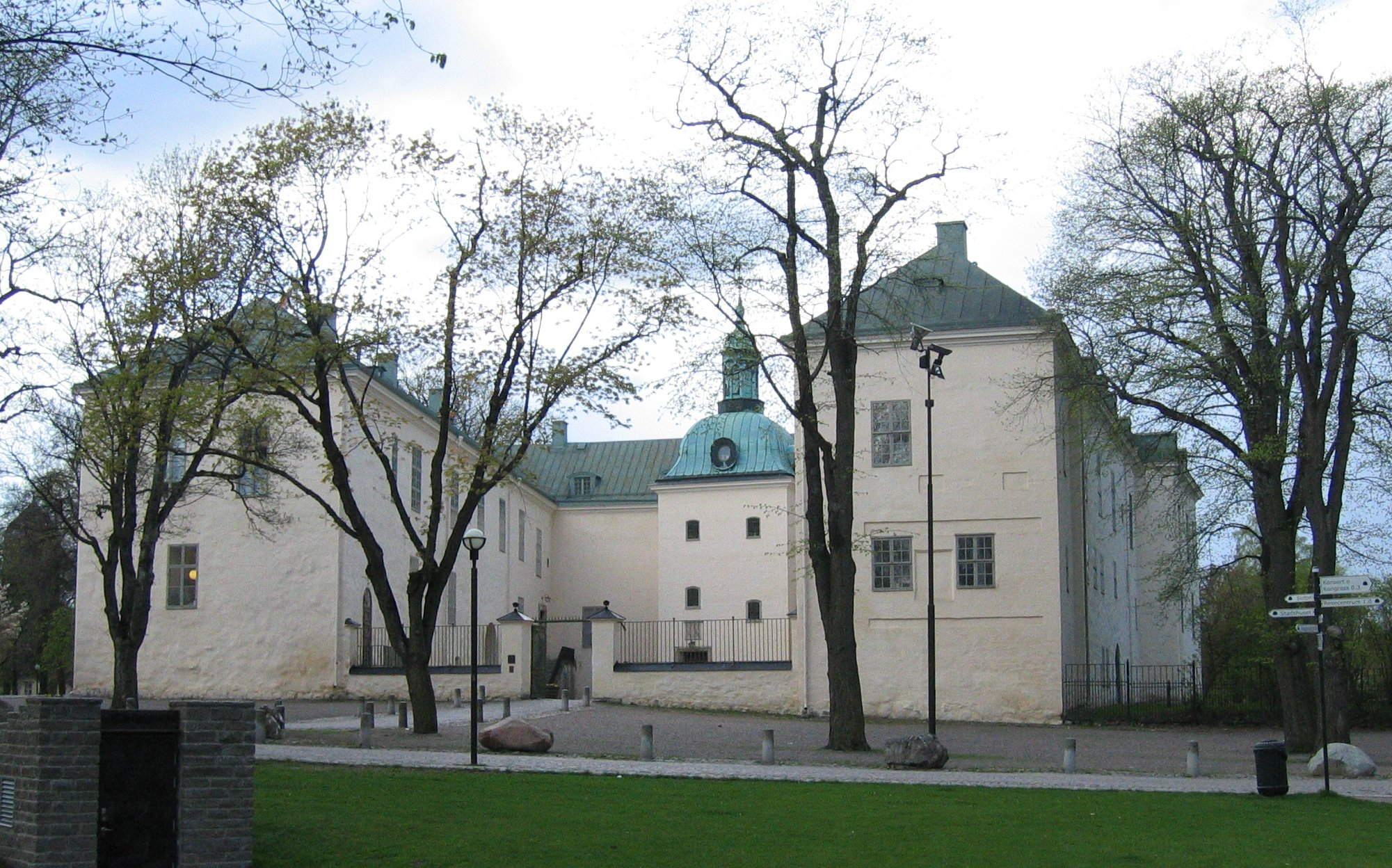
Linköpings slott och borggård med det stora trapphuset byggt av Arendt de Roy.

Arendt de Roy, född i Flandern i Nederländerna, var en av Sveriges stora renässansbyggmästare, verksam som arkitekt från 1559 till sin död den 24 maj 1589. Han hade ett nära samarbete med den arkitekturintresserade Johan III  och byggde ut bl.a. Linköpings hus och borgen i Vadstena till renässansslott. 

## Byggverksamhet i urval

### Vadstena slott, 1:a etapp
Huvudartikel: Vadstena slott

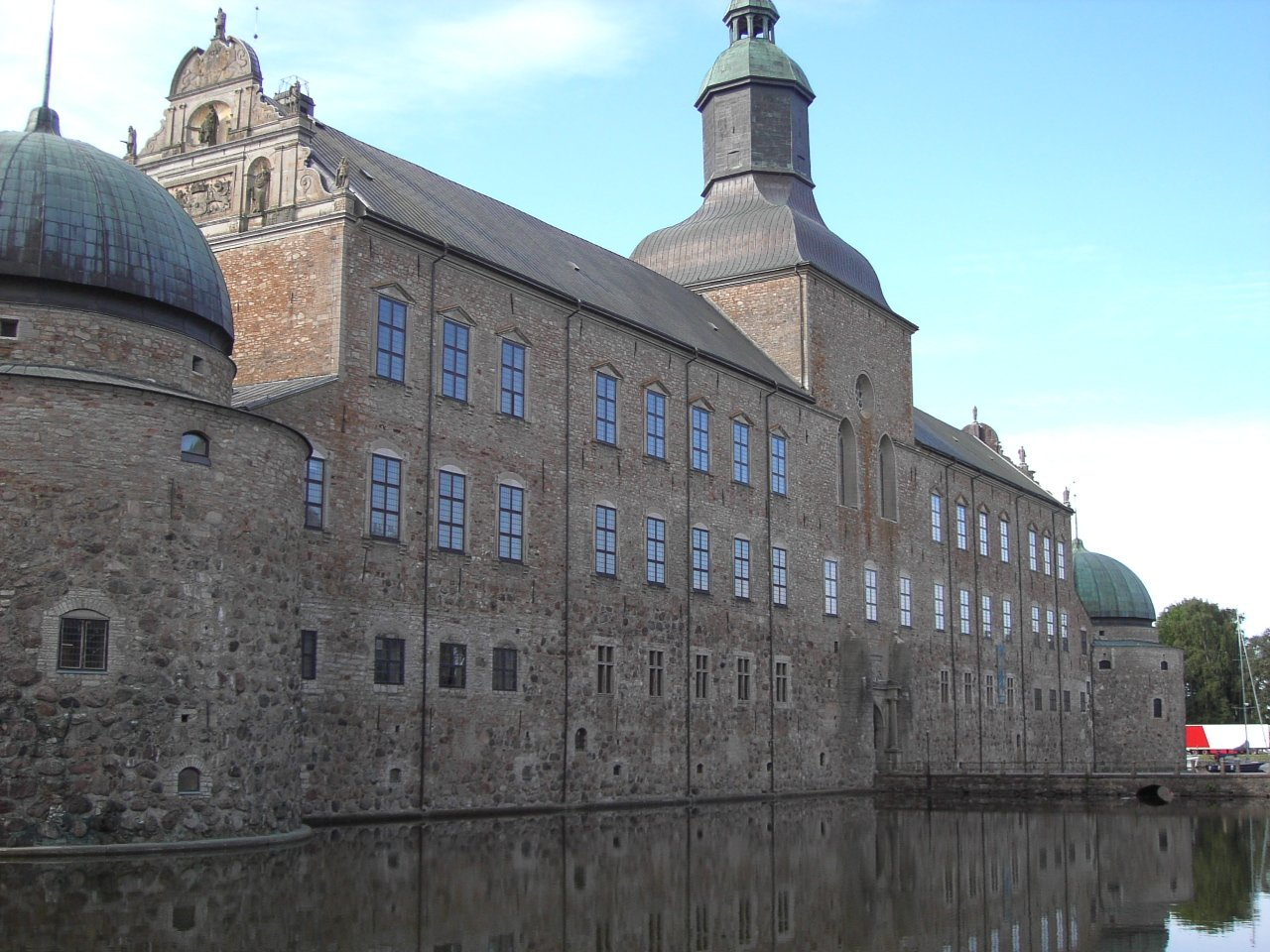
Vadstena slott.

Gustav Vasa lät anlägga en försvarsborg med fyra kanontorn och tre stenhus i södra Vadstena 1545. Det fanns ett hot från Danmark och bondeuppror i Småland. Borgen var ursprungligen en ren försvarsanläggning, men byggdes om till bostad för Gustavs tredje son Magnus, hertig av Östergötland med början på 1550-talet. 
Arendt de Roy kom att bli Slottets första fasta byggmästare från 1559 tillsammans med stenhuggaren Pierre de la Roche. Han fick i ansvar att skapa en enhetlig fasad åt den norra byggnaden som byggts samman och bygga på en våning till en furstebostad. Fönstren inspirerades av de franska Loireslotten i en sengotik och ungrenässans (Francois I). La roche skapade huvudportalen efter Italienska mått och teorier 1563. Samma år avstannade arbete och slottets första etapp då Hertig Magnus insjuknade i sinnessjukdom och det Nordiska sjuårskriget utbröt.

### Nordiska sjuårskriget
Under den äldre Vasatiden fanns ett starkt hot från Danmark då Sverige brutit sig ur Kalmarunionen. På Erik XIVs befallning anlade de Roy ett fästningsverk kring Jönköpings slott 1567 som skydd mot danska trupper under det Nordiska sjuårskriget 1563-1570, men befästningen stod inte emot Rantzaus raid och ödelades för att senare byggas upp av arkitekt Hans Fleming under Karl IX. 
Staden Eksjö drabbades också av Daniel Rantzau som ödelade staden 1568. Erik XIV kallade då de Roy att staka ut en ny stad men Johan III, som tillträtt som kung 1569, befallde att flytta staden till åsen norr om den gamla sockenkyrkan som kom att bli stadskyrka. De Roys stadsplan har en medeltida struktur med ett gatunät som följer åsens geografi och befintliga vägar men planen innehåller också influenser från renässansens Italien som förebådar det rutnätsmönster som kom att prägla 1600-talets stadsbyggnad.

### Vadstena slott, 2:a etapp
De Roy fortsatte arbete som byggmästare 1566 tillsammans med hertig Johan som övertog borgen från sin yngre bror Magnus. Tillsammans med de Roy skapade den arkitekturintresserade Johan ett elegant renässansslott av den enkla stenbyggnaden. Under åren 1574-1586 Johan lät bygga på en tredje våning med det stora tornet med ett kapell. Johan som var kyrkligt konservativ lät kapellet ha en gotisk utformning.
Inspiration kom bl.a. från Andreas Palladios epokgörande arbete, Fyra böcker om arkitekturen, vilket gör byggnaden till ett av de viktigast bevarade renässansslotten i norra Europa. 1598 förstördes de östra delarna av slottet och mycket av inredningen i en brand till följd av stridigheterna mellan Johans son Sigismund och hans farbror, hertig Karl. När Karl gått segrande ur konflikten lät han återuppbygga och slutföra arbetet av slottet med hjälp av Hans Fleming som övertog de Roys roll 1590 efter hans död. Slottet stod klart 1620. Vadstena slott är det återstående byggnadsverk av de Roy som är byggnadshistoriskt mest intakt.
Även staden Vadstena utsattes för Rantzaus fälttåg och hela staden brändes ner 1568, men slottet klarade sig. de Roy återuppbyggde stadskyrkan sankt Per. Han byggde om klosterbyggnader då Vadstena kloster fick en renässans och åter fick ta emot noviser under Johan III och han gjorde ritningar för en Hospitalbyggnad norr om klosterområdet 1587.

### Linköpings slott

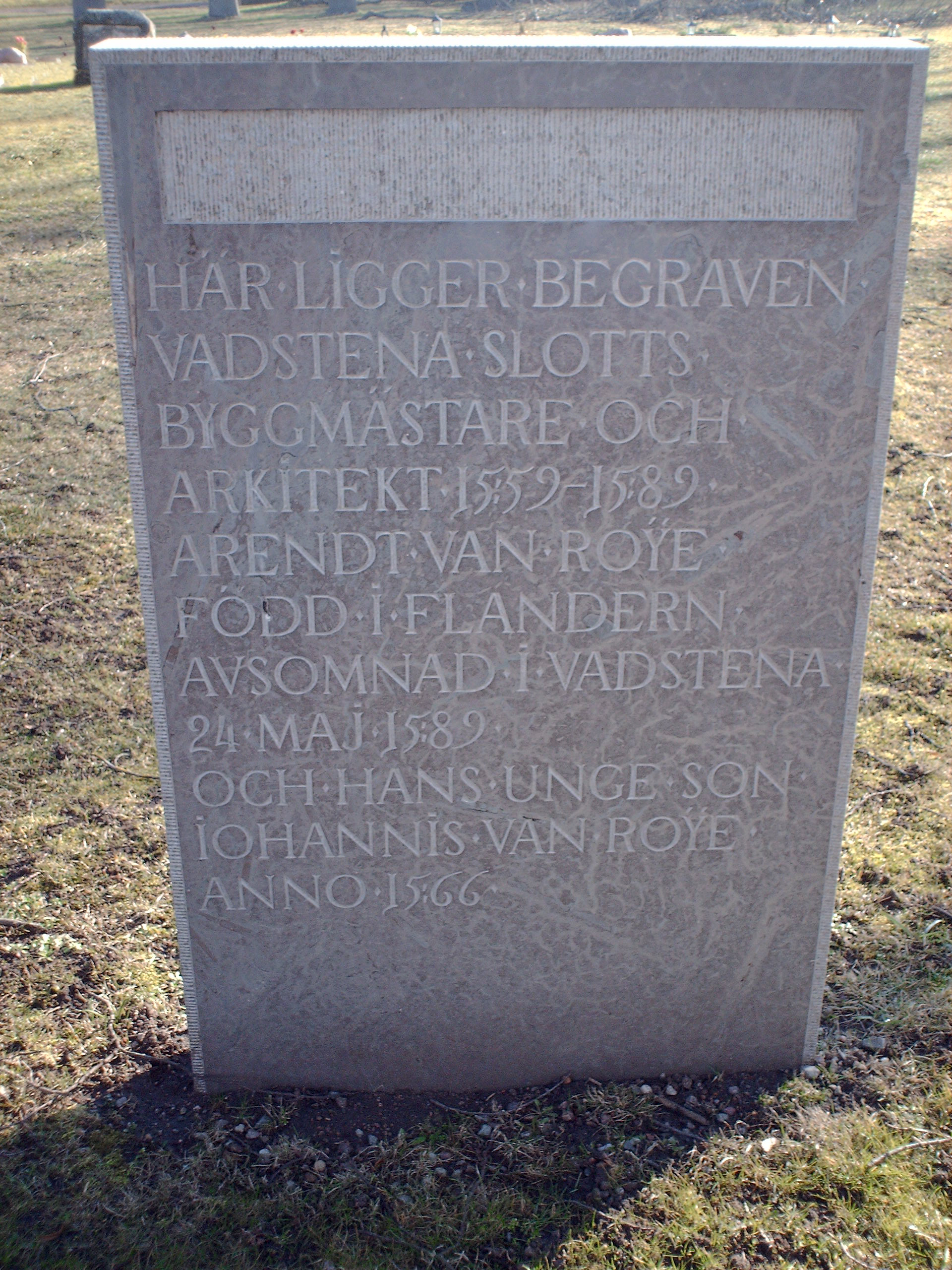
Arendt de Roys gravsten.

De Roy och Johan III utvecklade en stark relation och de Roy fick i uppdrag att fortsätta Gustav Vasas påbörjade ombyggnad av den gamla biskopsborgen i Linköping till renässansslott. Under åren 1576-1580 höjdes slottet från två till tre våningar med en hög renässansvåning, en flygel byggdes också längs den södra muren och på borggården byggdes det stora trapphuset för att nå den nya våningen. När slottet stod klart var det vitt med röda bårder kring fönstren.

### Slutet
Arendt de Roy var verksam ända in i slutet och dog den 24 maj 1589. Han ligger begravd på kyrkogården vid Vadstena klosterkyrka tillsammans med sin son Johannis som dog redan 1566.

## Byggnadsverk
- Vadstena slott 1559-1598
- Jönköpings slott och fästningsverk 1567
- Eksjö statsplan 1568-69
- Linköpings slott 1576-80